# Elecciones federales de México de 1988 en Baja California
Las Elecciones federales en Baja California de 1988 se llevó a cabo el miércoles 6 de julio de 1988 y en ellas fueron renovados los titulares de los siguientes cargos de elección popular del estado mexicano de Baja California:
- Diputados Federales de Baja California: 6 electos por mayoría relativa elegidos en cada uno de los Distritos electorales, mientras otros son elegidos mediante representación proporcional.
- Senador: 2 electos por mayoría relativa por cada estado del país.

## Resultados

### Presidente de México
| Partido/Coalición | Partido/Coalición | Candidato                     | Votos   |
| ----------------- | --- | ----------------------------- | ------- |
|                   | Frente Democrático Nacional Ver listaPartido Popular Socialista Partido Mexicano Socialista Partido del Frente Cardenista de Reconstrucción Nacional Partido Auténtico de la Revolución Mexicana | Cuauhtémoc Cárdenas Solórzano | 152.203 |
|                   | Partido Revolucionario Institucional | Carlos Salinas de Gortari     | 151.739 |
|                   | Partido Acción Nacional | Manuel Clouthier              | 100.951 |
|                   | Partido Demócrata Mexicano | Gumersindo Magaña             | 3.365   |
|                   | Partido Revolucionario de los Trabajadores | Rosario Ibarra de Piedra      |         |

### Senado
| Partido/Coalición | Partido/Coalición                    | Candidato electo       |
| ----------------- | ------------------------------------ | ---------------------- |
|                   | Partido Revolucionario Institucional | Margarita Ortega Villa |
|                   | Partido Revolucionario Institucional | Gustavo Adolfo Almaraz |

### Diputaciones
| Distrito | Candidato electo                | Partido |
| -------- | ------------------------------- | ------- |
| I        | Jesús Armando Hernández Montaño |         |
| II       | Bernardo Sánchez Ríos           |         |
| III      | Luis González Ruiz              |         |
| IV       | Miguel Díaz Muñoz               |         |
| V        | René Óscar Treviño Arredondo    |         |
| VI       | Mercedes Erdmann Baltazar       |         |

- Datos: Q110107209